# Felipe Antonio Gil de Taboada
Felipe Antonio Gil de Taboada (Bergazos, 1 de mayo de 1668-Sevilla, 29 de abril de 1722) fue un religioso y hombre de estado español que desempeñó diversos puestos de relevancia tanto en el clero como en el gobierno.

## Biografía
Nació en Bergazos, diócesis de Lugo (actual provincia de Pontevedra), de origen ilustre; fue hijo de Gómez Gil de Taboada y de Beatriz Fernández Noguerol.
Se doctoró en leyes y cánones en la Universidad de Santiago, en la que también fue catedrático, y de allí pasó a la corte, donde el patrocinio del inquisidor general Diego Sarmiento Valladares le ayudó a conseguir plaza de fiscal de la inquisición en Canarias; sin embargo no llegó a ocupar el puesto, quedándose en Madrid como vicario eclesiástico. En 1695 entró como becario en el colegio mayor de Cuenca de la Universidad de Salamanca.
En 1710 Felipe V le nombró presidente de la Real Chancillería de Valladolid, y posteriormente comisario general de la Santa Cruzada con residencia en Madrid. 
En febrero de 1715 fue comisionado como inquisidor general, aunque no llegó a ejercer. Ese mismo año fue elegido obispo de Osma, pero entre junio y octubre ocupó la presidencia del Consejo de Castilla (restablecida tras la abolición de las reformas decretadas en la Nueva Planta), por lo que no fue hasta noviembre cuando ocupó la diócesis. 
En 1720 fue promovido al arzobispado de Sevilla, donde murió a los 54 años. Fue enterrado en la iglesia del Sagrario de esta ciudad.